# فيرنز تالر
فيرنز تالر أو Vereinsthaler كانت عملة فضية قياسية تستخدم في معظم الولايات الألمانية والإمبراطورية النمساوية في السنوات التي سبقت توحيد ألمانيا في الإمبراطورية الألمانية. تم تقديم Vereinsthaler في عام 1857 ليحل محل التالر الذي كان المعياري السابق (وبني على أساس التالر البروسي) والذي كان أثقل قليلاً. في حين احتوى التالر السابق على عشر وزن مارك كولونيا من الفضة (16.704 غرام)، احتوى فيرنز تالر على 162⁄3 غرام من الفضة.